# Trĩ sao lớn
Argusianus argus hay Trĩ sao lớn là một loài chim trong họ Phasianidae.

## Khu vực sống
Giới hạn ở vùng đất thấp Sundaic, nơi nó được ghi nhận từ nam Tenasserim, Myanmar, bán đảo và tây nam Thái Lan, Sabah, Sarawak và bán đảo Malaysia, Brunei, Kalimantan và Sumatra, Indonesia.

## Môi trường sống
Nó xuất hiện trong các khu rừng nguyên sinh, rừng thứ sinh và rừng bị khai thác gỗ, vùng đất thấp, có thể lên đến 1300 m, nhưng chủ yếu là dưới 900 m. Loài thưa thớt hơn nhiều trong rừng rụng lá và hiếm khi ở đầm lầy than bùn đất thấp.

## Hành vi và tập tính
Các vùng lãnh thổ có diện tích trung bình là 14,5 ha, được sử dụng chủ yếu bởi con đực cư trú. Cả hai giới đều thích rừng nguyên vẹn với cây cối lớn và không gian thoáng đãng. Chế độ ăn của loài bao gồm trái cây, hạt, hoa, chồi lá và động vật không xương sống.

## Mối đe dọa
Tình trạng tàn phá rừng ở các vùng đất thấp Sundaic của Indonesia và Malaysia diễn ra trên diện rộng và dai dẳng. Rừng bị mất do sự gia tăng của việc khai thác và chuyển đổi đất, với việc cố tình nhắm mục tiêu tất cả các loại gỗ có giá trị. Cộng với cháy rừng tái diễn với tần suất ngày càng tăng trên các khu rừng nguyên vẹn trước đây. Việc mở rộng nhanh chóng các đồn điền cọ dầu khiến cho rừng bị tàn phá. Sự sụt giảm cộng với việc bẫy cho ngành công nghiệp nuôi chim lồng để bán làm cảnh và lông vũ, thứ chủ yếu được sử dụng trong các nghi lễ.

## Bảo tồn
Khảo sát và thường xuyên theo dõi để đánh giá quy mô của quần thể. Tiến hành các chương trình giáo dục địa phương để ngăn cản việc săn bắn. Thực thi biện pháp bảo vệ dành cho môi trường sống của các loài thông qua các khu bảo tồn và bảo vệ thêm nhiều diện tích rừng lớn ở những nơi nó sinh sống.

## Hình ảnh

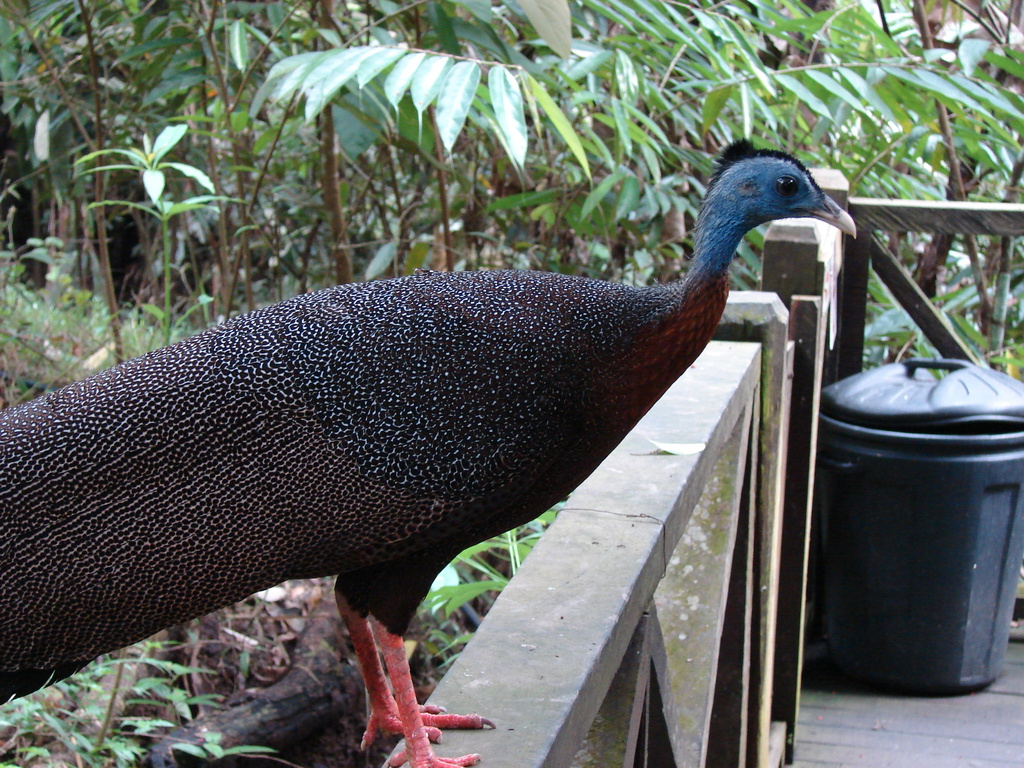
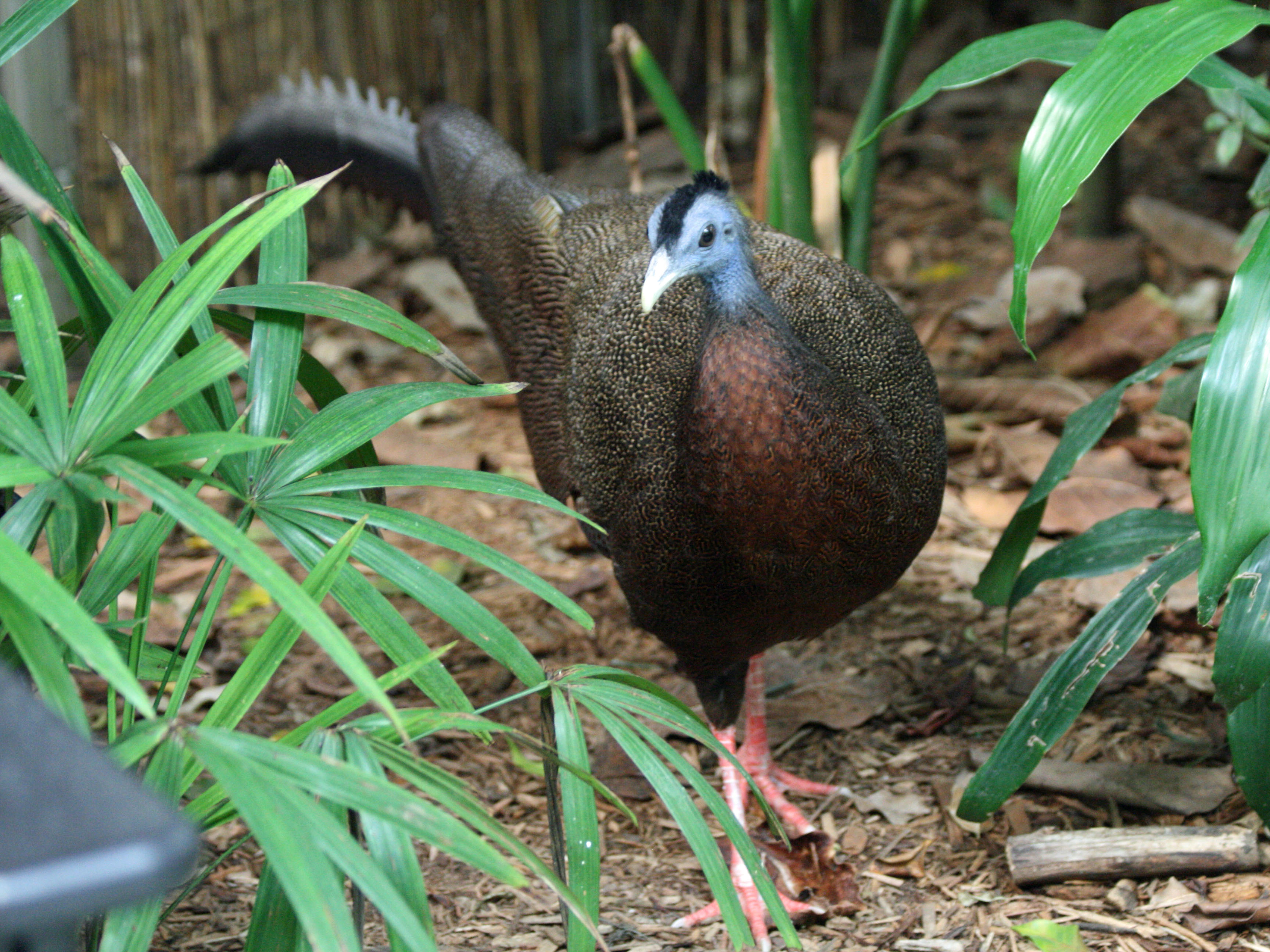
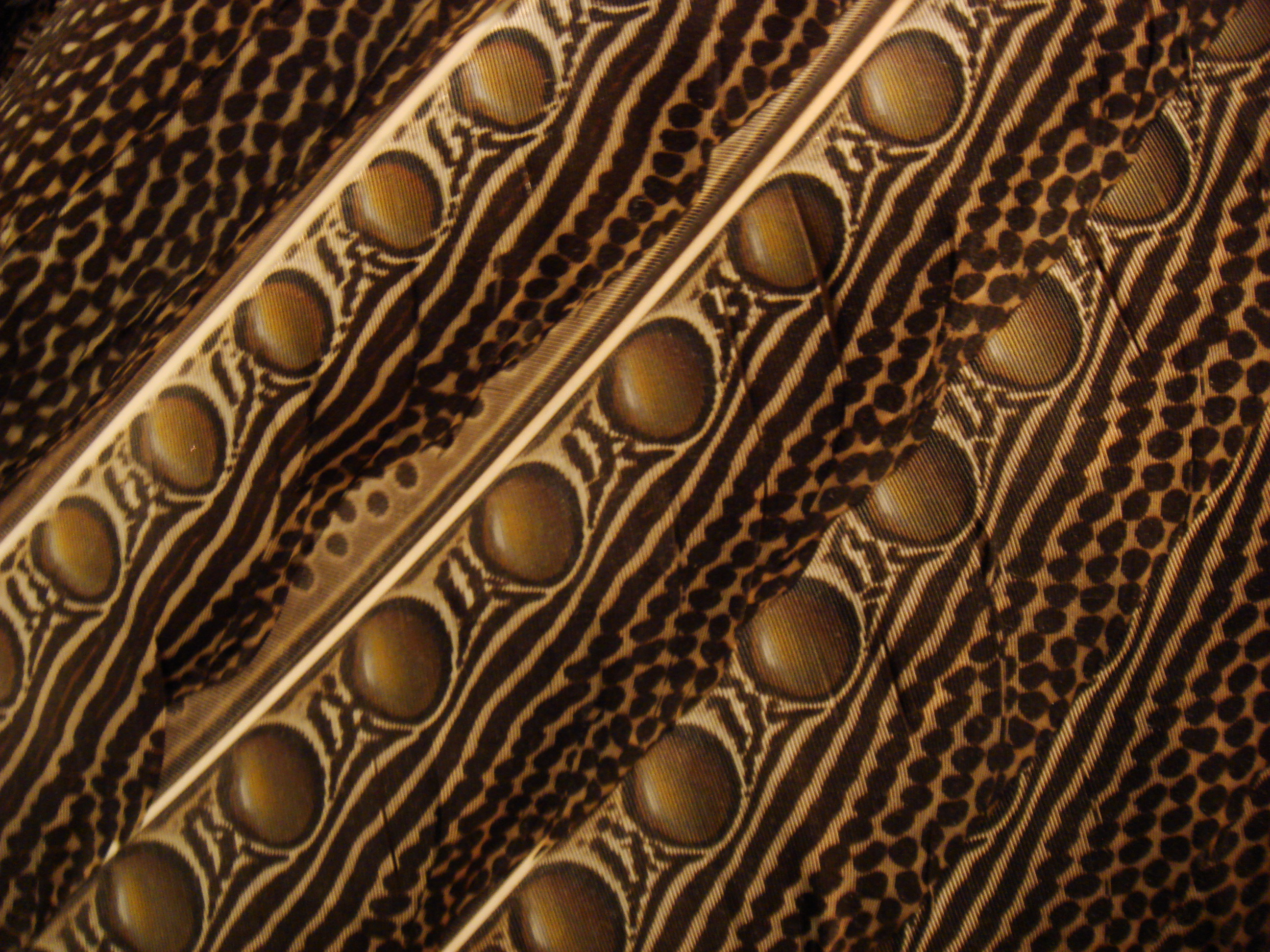
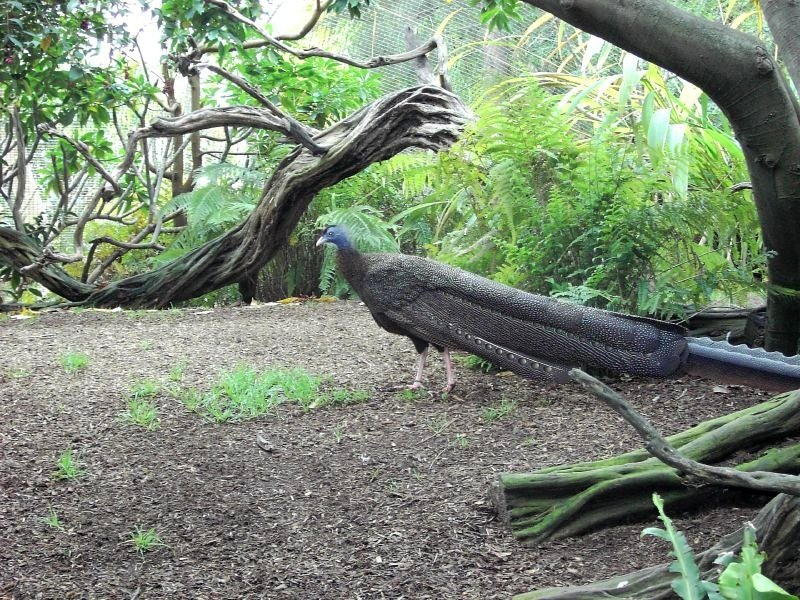
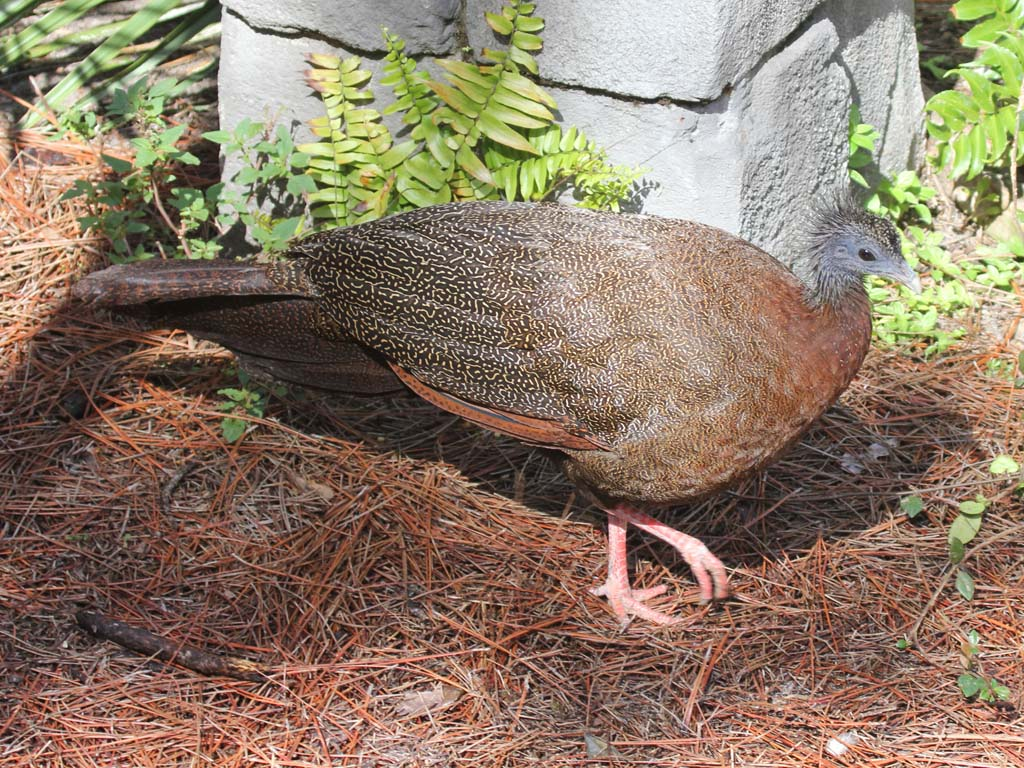
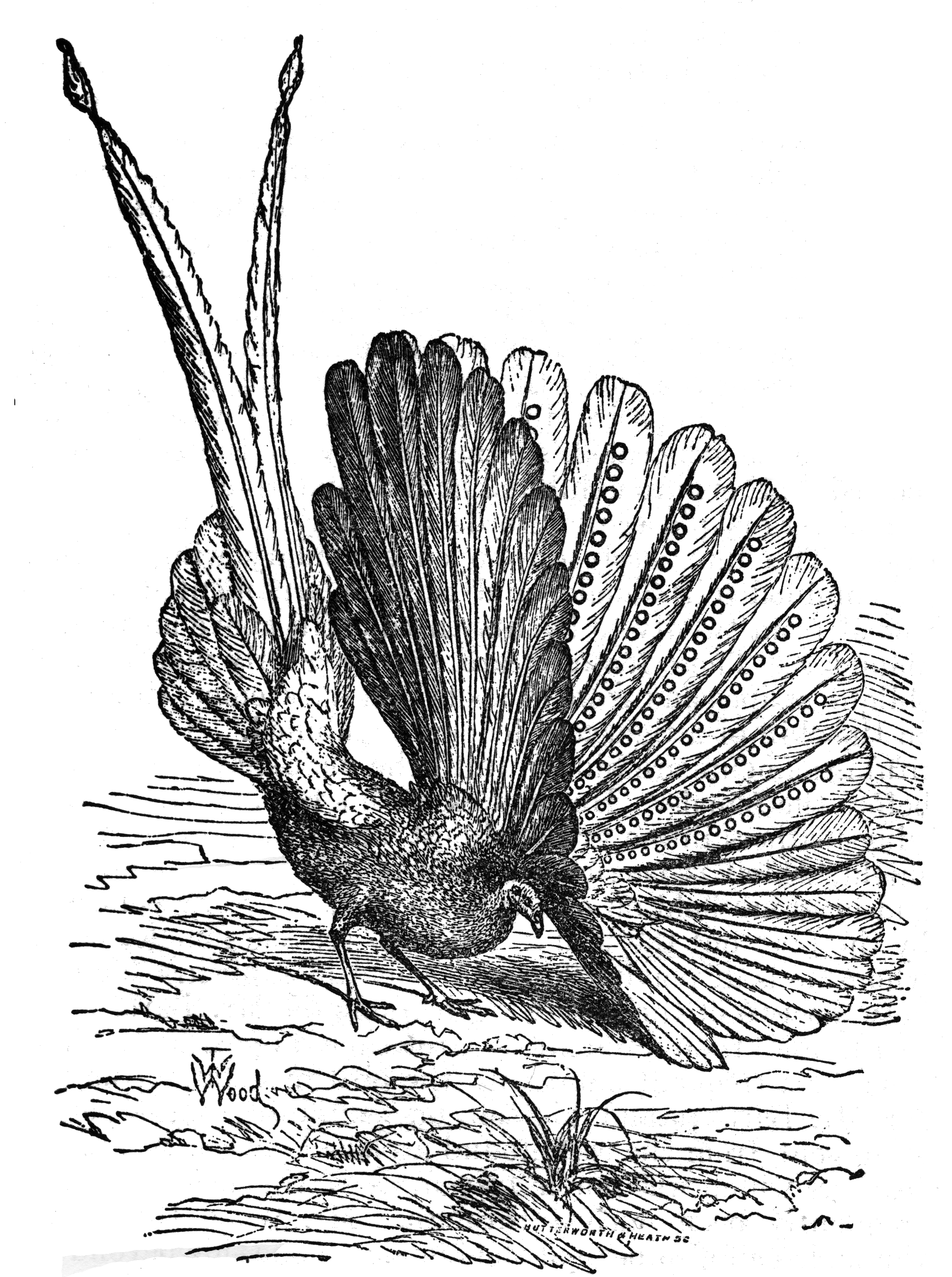